# Cor van Nus
Cor van Nus (29 mei 1905 – 9 augustus 1990) was een Nederlands voetballer die als middenvelder speelde.

## Interlandcarrière

### Nederland
Op 13 juni 1926 debuteerde Van Nus voor Nederland in een vriendschappelijke wedstrijd tegen Denemarken (4 – 1 verlies). Hij speelde ook voor het Nederlands olympisch voetbalelftal en het Zwaluwenelftal.
| Interlands van Cor van Nus voor Nederland | Interlands van Cor van Nus voor Nederland | Interlands van Cor van Nus voor Nederland | Interlands van Cor van Nus voor Nederland | Interlands van Cor van Nus voor Nederland | Interlands van Cor van Nus voor Nederland |
| №                                         | Datum                                     | Wedstrijd                                 | Uitslag                                   | Soort Wedstrijd                           | Doelpunten                                |
| Als speler bij VV Voorwaarts              | Als speler bij VV Voorwaarts              | Als speler bij VV Voorwaarts              | Als speler bij VV Voorwaarts              | Als speler bij VV Voorwaarts              | Als speler bij VV Voorwaarts              |
| ----------------------------------------- | ----------------------------------------- | ----------------------------------------- | ----------------------------------------- | ----------------------------------------- | ----------------------------------------- |
| 1.                                        | 13 juni 1926                              | Denemarken – Nederland                    | 4 – 1                                     | Vriendschappelijk                         | 0                                         |